# Йоэнсен, Наполеон
Наполео́н Йо́энсен (фар. Napoleon Joensen; род. 20 июня 1945 года в Торсхавне, Фарерские острова) — бывший фарерский футболист, полузащитник, известный по выступлениям за клуб «Б36».

## Биография
Наполеон провёл всю свою футбольную карьеру в клубе «Б36» из родного Торсхавна. Его дебют за эту команду состоялся 20 августа 1967 года в матче чемпионата Фарерских островов против клуба «КИ». Свой первый гол за «белых тигров» Наполеон забил 10 сентября того же года, снова во встрече с «КИ», проходившей в рамках финала кубка Фарерских островов. В сезоне-1968 он провёл в запасе все матчи фарерского чемпионата, однако принял участие в финальном матче национального кубка против «ХБ», отметившись забитым мячом во втором финале подряд. С 1969 года Наполеон начал регулярные выступления за «Б36» в чемпионате и кубке Фарерских островов, став одним из его лидеров. Сезон-1969 он провёл наиболее продуктивно, забив 3 гола в 6 матчах фарерского первенства. Свой последний матч в карьере Наполеон сыграл 12 мая 1974 года, это была встреча в рамках чемпионата Фарерских островов против клуба «ТБ».
После завершения футбольной карьеры Наполеон работал в муниципалитете Торсхавна. Он входил в налоговый комитет города в качестве постоянного члена.

## Статистика выступлений
| Выступление      | Выступление      | Выступление      | Лига | Лига | Кубки | Кубки | Еврокубки | Еврокубки | Прочие | Прочие | Итого | Итого |
| Клуб             | Лига             | Сезон            | Игры | Голы | Игры  | Голы  | Игры      | Голы      | Игры   | Голы   | Игры  | Голы  |
| ---------------- | ---------------- | ---------------- | ---- | ---- | ----- | ----- | --------- | --------- | ------ | ------ | ----- | ----- |
| Б36              | Премьер-лига     | 1967             | 1    | 0    | 1     | 1     | 0         | 0         | 0      | 0      | 2     | 1     |
| Б36              | Премьер-лига     | 1968             | 0    | 0    | 1     | 1     | 0         | 0         | 0      | 0      | 1     | 1     |
| Б36              | Премьер-лига     | 1969             | 6    | 3    | 1     | 0     | 0         | 0         | 0      | 0      | 7     | 3     |
| Б36              | Премьер-лига     | 1970             | 8    | 0    | 1     | 0     | 0         | 0         | 0      | 0      | 9     | 0     |
| Б36              | Премьер-лига     | 1971             | 4    | 1    | 1     | 0     | 0         | 0         | 0      | 0      | 5     | 1     |
| Б36              | Премьер-лига     | 1972             | 10   | 0    | 2     | 0     | 0         | 0         | 0      | 0      | 12    | 0     |
| Б36              | Премьер-лига     | 1973             | 10   | 2    | 1     | 0     | 0         | 0         | 0      | 0      | 11    | 2     |
| Б36              | Премьер-лига     | 1974             | 1    | 0    | 0     | 0     | 0         | 0         | 0      | 0      | 1     | 0     |
| Б36              | Итого            | Итого            | 40   | 6    | 8     | 2     | 0         | 0         | 0      | 0      | 48    | 8     |
| Всего за карьеру | Всего за карьеру | Всего за карьеру | 40   | 6    | 8     | 2     | 0         | 0         | 0      | 0      | 48    | 8     |

## Достижения
«Б36»
- Вице-чемпион Фарерских островов (1): 1968
- Бронзовый призёр чемпионата Фарерских островов (2): 1967, 1972
- Финалист кубка Фарерских островов (4): 1967, 1968, 1969, 1972